# Ewa Kuryluk

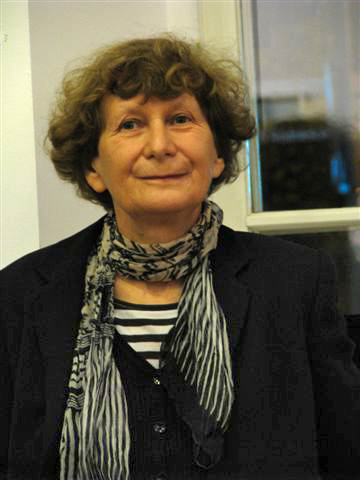
Ewa Kuryluk 2009

Ewa Kuryluk (* 5. Mai 1946 in Krakau) ist eine polnische Kunsthistorikerin, Künstlerin und Schriftstellerin.

## Leben und Werk
Sie wurde geboren als Tochter von Karol Kuryluk (1910–1967), einem polnischen Journalisten und Herausgeber, Kulturminister (1956–1958) und Botschafter der Volksrepublik Polen in Wien (1959–1964). Sie besuchte ein Wiener Gymnasium, zurück in Warschau studierte sie 1964–1970 Malerei an der Akademie der Bildenden Künste Warschau sowie Kunstgeschichte an der Jagiellonen-Universität Krakau.
Dank des Aufenthalts in Wien galt ihr Interesse hauptsächlich der österreichischen Kunst der 1900er Jahrhundertwende. Ihr erstes Buch Wiedeńska Apokalipsa (Wiener Apokalypse) erschien 1974 (2. erweiterte Auflage 1999). 1976 erschien ihr nächstes Buch über das Groteske in der Kunst Aubrey Beardsleys.
Ewa Kuryluk wurde auf vielen Gebieten der Kunst tätig: sie schuf Gemälde und Zeichnungen, schrieb Lyrik, Prosa und Essays über Kunst, unter anderem die Poesiebände Kontur (Umriss, 1979) und Pani Anima (Frau Anima, 1984). Gegen Ende der 1970er Jahre verließ sie die Staffeleimalerei zugunsten hochpräzise gezeichneter, scharf umrissener Bilder (meist männliche und weibliche Akte) auf Textilien.
Daneben verfasste sie zwei Romane Wiek XXI (Das 21. Jahrhundert, 1996) und Grand Hotel Oriental (1997). Kuryluk widmete auch eine Abhandlung Weronika i jej chusta (Die Hl. Veronika und ihr Schweißtuch, 1998) dem Schleier von Manoppello. Ewa Kuryluk ist 1981 in die Vereinigten Staaten ausgewandert, wo sie an mehreren Universitäten Vorlesungen hielt. Nach der 1989er-Wende kehrte sie nach Polen zurück. Sie zeigte ihre Werke in den 1980er und 1990er Jahren auf zahlreichen Ausstellungen in den Vereinigten Staaten und Argentinien. Kuryluk hat zwei Bände der Familiengeschichte veröffentlicht. Sie beschäftigte sich auch mit der Fotografie.
2012 wurde Kuryluk mit der Silbermedaille für kulturelle Verdienste Gloria Artis ausgezeichnet. Sie wohnt abwechselnd in Paris und Warschau.
Ewa Kuryluk wurde ein französischer Dokumentarfilm gewidmet: Vera Icon, Ewa Kuryluk (Regie Cederic Schiltz. 2009).

## Schriften
- Goldi, Wydawnictwo Literackie, 2011 ISBN 978-8-30804583-1
- Veronica and Her Cloth: History, Symbolism, and Structure of a True Image, Blackwell Publishing, Hoboken (New Jersey), 1991 ISBN 978-0-63117813-2
- The Fabric of Memory: Cloth Works, 1978–1987, Northwestern University Press, 1987 ISBN 978-0-81010795-3
- Salome and Judas in the Cave of Sex: The Grotesque : Origins, Iconography, Techniques, Northwestern University Press, 1987 ISBN 978-0-81010795-3

## Ausstellungen
- 2016: Don't dream about love, Kuryluk, Nationalmuseum in Krakau[1]